# 新易鐵路
新易鐵路，即高易鐵路，連接中國河北新城的高碑店和易縣梁各莊，全長42.5公里，是京漢鐵路（今京廣鐵路）的一條支線。新易鐵路建於1902年冬，專供慈禧太后從北京前往清西陵祭祖。雖然新易鐵路是一條沒有實際經濟價值的鐵路支線，但卻是首條由中國人自行興建的鐵路，鐵路的總工程師為詹天佑。
慈禧太后和光緒在1900年義和團事件中逃往西安。1901年9月簽訂辛丑條約後，慈禧太后及皇室於12月從西安回北京。途中由正定（河北石家莊）至北京一段乘搭了火車專列。該段鐵路為盧漢鐵路（即後來京漢鐵路、京廣鐵路）的一部份。之後慈禧為八國聯軍攻入北京一事，先於4月到清東陵祭祖。然後打算要到清西陵。由於路途遙遠，臣下想到了乘搭火車。於是慈禧下令直隸總督袁世凱，以六十萬兩的造價，在六個月內建造由新城至易縣西陵的鐵路。
新易鐵路由高碑店向西行，經過兩條河道。袁世凱本屬意由英國工程師克劳德·威廉·金达負責設計興建。金達是唐胥鐵路的總工程師，亦是關內外鐵路的總工程师。不料此事引起法國公使不滿，理由是：當時正在修筑的盧漢鐵路的修築資金虽然由比利时公司貸款，但法国實際注入五分之四资金，而新易铁路是卢汉铁路的支线，故其認為當由法国工程师設計興建。相持下袁世凱無奈放棄任用外國工程師，決定改由中國人自行設計興建，1902年10月19日，詹天佑被任命為總工程師。
工程在11月展開，至1903年2月竣工。因為施工時間緊迫，亦考慮到鐵路的特殊用途，鐵路使用了關內外鐵路局借來的舊軌及枕木；減少了枕木間的距離；並且在路基建成以後即舖軌。沿路建造了便橋兩座。4月5日，慈禧及光緒乘座專列，從北京永定門上車，經京漢鐵路及新易鐵路到梁各莊，全程120公里，行走了約二個多小時。慈禧對鐵路及火車十分滿意，賞賜了火車司機黃馬褂、花翎及知府銜。車上一切擺設則賞賜給詹天佑。
慈禧太后只曾使用新易鐵路一次。鐵路在抗日戰爭期間被拆毀，鐵軌用於其他鐵路。後來在1958年大躍進期間以窄軌重建，在1990年再重舖成原來的標準軌，並更名為高易鐵路。
胡耀邦1988年考察易县时曾提出高易铁路延长至涞源县的问题，而北京铁路局亦曾于2000年开行北京西至易县的临时旅游列车。